# Асликуль
Аслику́ль (башк. Асылыкүл, рос. Аслыкуль) — природне озеро на Південному Уралі, розташоване в Республіці Башкортостан (Росія). Площа водойми становить 23,5 км², довжина — 7,1 км, середня ширина складає 3,3 км. При середній глибині 5,1 м, максимальна глибина сягає 8,1 м, об'єм води в ньому оцінюють у 0,119 км³. Асликуль належить до басейну річки Білої, його водозбірна площа дорівнює 106 км². За розміром і об'ємом Асликуль є найбільшим озером Башкортостану.
Водойма має карстове походження. Її береги вкриті переважно степами і луками. В озері Асликуль водяться промислові види риб. Воно грає важливу роль як природне середовище водоплавних птахів, а також займає питоме місце у башкирському фольклорі. В 1965 році оголошене гідрологічною пам'яткою природи, входить до складу природного парку Асли-Куль.

## Етимологія
Нарівні з сучасним іменуванням існує декілька застарілих варіантів написання назви цього озера. З таких найбільш поширені Асли́-Куль (рос. Аслы-Куль) і Асилику́ль (рос. Асылыкуль). Попри схожість вимови вони мають різну етимологію. Асли-Куль в перекладі з башкирської означає «розверсте (провальне) озеро». Цю назву пов'язують з одним з місцевих переказів, за яким, на місці водойми колись здіймалась гора Ташлитау. Одного разу під час сильної зливи вона провалилась і на її місці з'явилось озеро. Не зважаючи на поетизацію подій, ця версія не суперечить науці, адже геологами встановлено, що Асликуль дійсно утворився на місці карстового провалля. За іншим переказом, озеро назване іменем царя Асликуля, який в подобі духу править ним і досі.
Друга поширена назва, Асиликуль, в перекладі означає «гірке озеро». Її можуть обумовлювати хімічні властивості озерної води, яка, хоча і вважається прісною, але має високу мінералізацію. Серед маловідомих місцевих назв є й такі: Айирку́л, Єрупка́н, Єрбатка́н, Каратабинку́ль. Їхнє тлумачення поки що не з'ясоване.

## Географія та гідрологія
Адміністративно озеро знаходиться у Давлекановському районі Башкортостану. На берегах Асликуля розташовані села Бурангулово, Купоярово, Янги-Турмуш, а також ряд осібних рекреаційних об'єктів. Крім того, за 1 км на південний схід від нього лежить присілок Алга. Найближче місто, Давлеканово, розташоване за 27 км у напрямку південного сходу. Промислові підприємства навкруги водойми відсутні, транспортна інфраструктура розвинута слабко.
З фізико-географічної точки зору Асликуль лежить на північному сході Бугульминсько-Белебеєвської височини між відрогами сирту (височини) Ташлитау і гірськими вершинами Улутау, Тубулдак, Улу-Карагас і Белекей-Карагас. В околицях озера також знаходиться гора Балкантау. Висота водойми над рівнем моря 204 м. Озеро має майже ідеально круглу форму і тільки на південному сході в його обрисах неясно вимальовується невелика затока без назви. Про цю особливість водойми існують навіть згадки в башкирському кубаїрі (епосі) «Заятуляк і Хиухилу». Довжина Асликуля сягає 7,1 км, ширина в середньому дорівнює 3,3 км, але в найширшому місці становить 5 км. Протяжність берегової лінії сягає 20 км, при цьому площа водного дзеркала дорівнює 23,5 км². Середня глибина водойми відносно невелика — 5,1 м, максимальна не перевищує 8,1 м. Обсяг води в Асликулі дорівнює 0,119 км³. Таким чином, за розміром і об'ємом Асликуль є найбільшим озером Башкортостану. В озері немає островів за винятком одного великого плоского каменю, який називають Хиухилу-Таши.

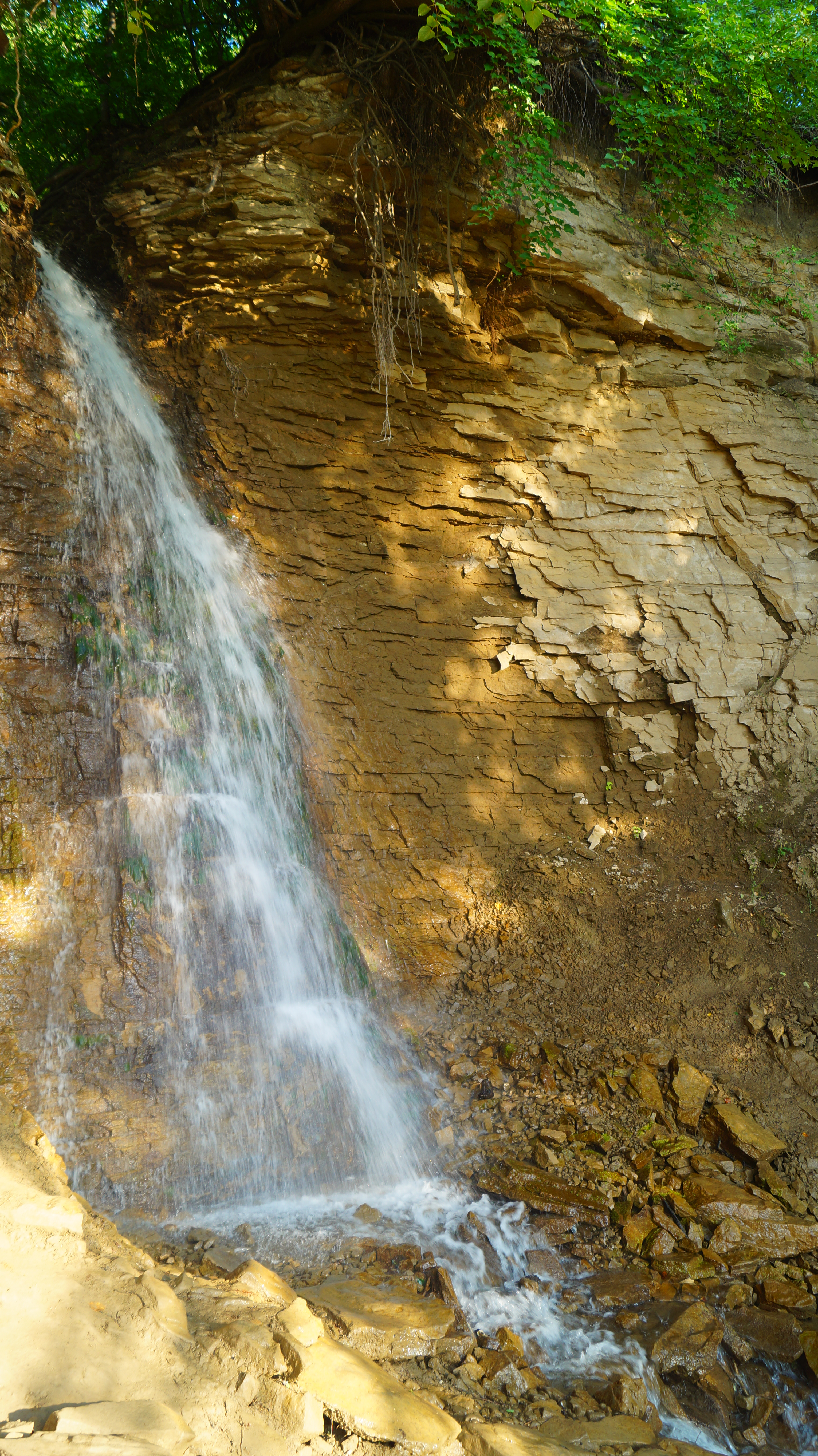
Водоспад Шарлама.

Походження водойми тектонічне, тобто вона утворилась на місці розлому земної кори, до якого долучився сильний розвиток карсту в цьому регіоні. Розмиті поверхневими стоками гірські породи провалились, утворивши довгасту котловину. Гірські породи, на яких лежить Асликуль, датують верхнім пермським періодом. На глибині 130 м під дном водойми залягають соленосний гіпсово-ангідритовий і ангідритово-доломітовий шари кунгурського ярусу. Вище їх перекривають карбонатні пісковики уфимського ярусу. Крім ангідритів, доломітів і пісковиків в районі озера поширені також алевроліти, аргіліти, глини, суглинки, мергелі. Західний, північний і східний береги Асликуля пологі, вони здіймаються над урізом води на 5—25 м. Натомість південний і південно-західний береги мають відносну висоту 210—370 м і до урізу води спускаються своєрідною терасою заввишки 10—30 м і завширшки 50—300 м. Це урвисте узбережжя носить ерозійний характер, воно пересічене ярами, що відкриваються у бік водойми.
Живлення Асликуля мішане, основними джерелами води в ньому виступають атмосферні опади, ґрунтові води і поверхневі стоки. Навесні в нього впадає струмок Шарлама, який у нижній течії утворює невеликий водоспад. На берегах озера є мінеральні джерела, одне з них, Алга, має природоохоронне значення. В залежності від кількості води, що надійшла до водойми, озеро в різні роки може бути стічним або безстічним. Зазвичай воно не має стоку, однак у дощові роки з Асликуля бере початок струмок Асили-Удряк, який впадає в річку Дьому, яка, в свою чергу, є лівою притокою Білої. Площа водозбору Асликуля дорівнює 106 км². Перепади рівня води за багаторічними спостереженнями можуть сягати у ньому 1,5 м. Із цим пов'язані розбіжності в оцінці розміру водойми, наприклад, в Державному водному реєстрі Російської Федерації його площа визначена у 22 км². Вода в озері яскраво-блакитна, прозора, холодна, її вважають прісною, але вона трохи солонувата на смак за рахунок високої мінералізації. Хімічний склад води Асликуля різні джерела визначають як сульфатно-натрієвий або сульфатно-гідрокарбонатний кальцій-магнієвий із сумарною мінералізацією 1,74 г/л.
Рельєф озера Асликуль

## Флора і фауна

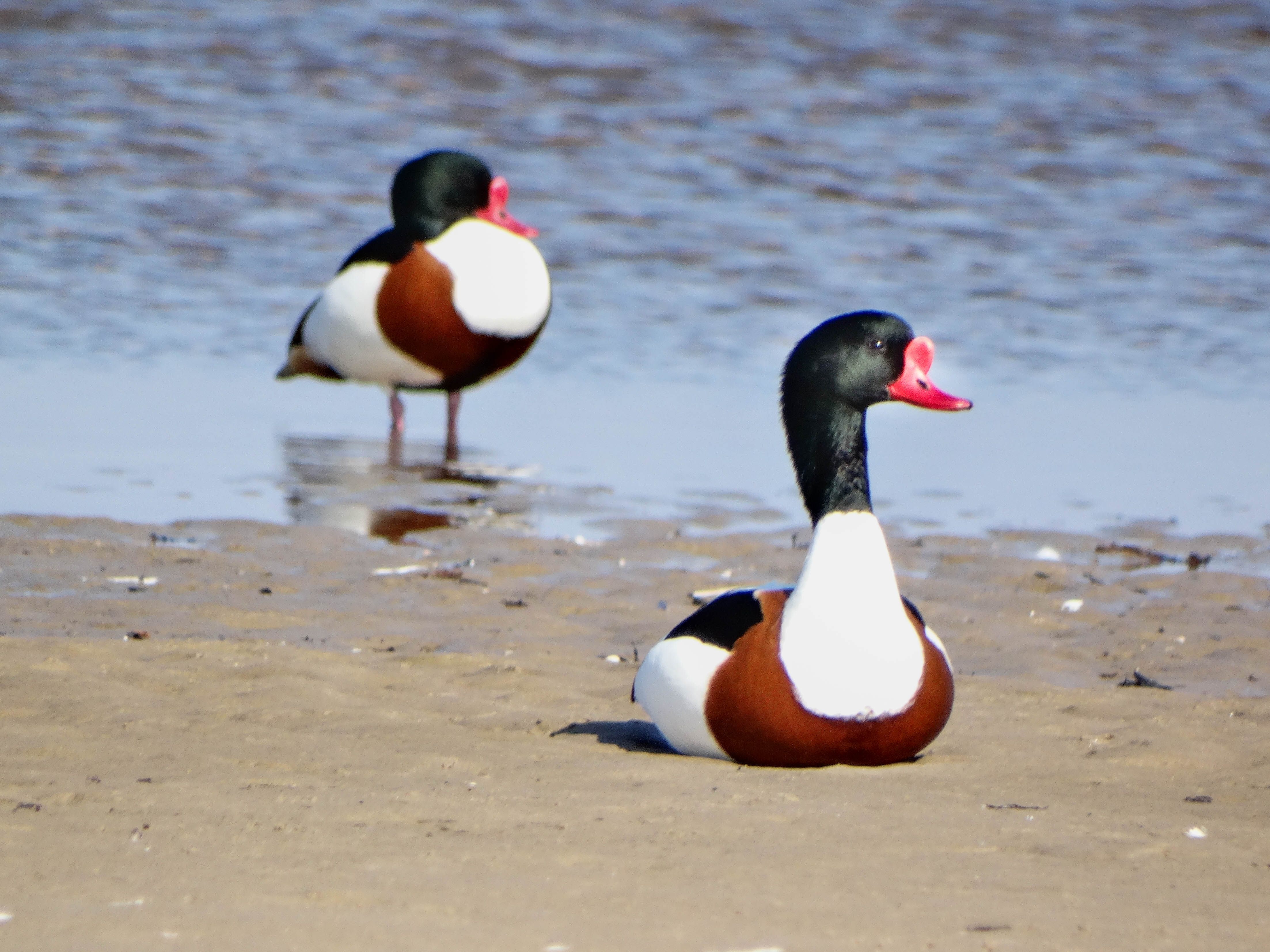
Галагази.

В минулому околиці Асликуля вкривали модринові ліси, сучасні ландшафти навкруги озера головним чином відкриті. На його берегах розвинуті здебільшого луки, чагарникові й лучні степи, і лише на південному березі є ділянки лісу. Луки поблизу озера солончакового типу. У трав'яному покриві степів домінують костриця і ковила, серед яких зростають рідкісні види: Elytrigia lolioides, Koeleria sclerophylla, Phlox sibirica, Thymus talijevii. До охоронюваних степових рослин відносять також реліктові види, які залишились тут від минулих геологічних епох. До таких належать Dianthus acicularis, Oxytropis hippolyti, китятки сибірські, осока стопоподібна. Ще одним цікавим флористичним осередком виступають відслонення гіпсу і вапняку, на яких зростають специфічні крейдолюбні рослини: Artemisia maritima, білолізник сірий, мітельник сланкий, полин кураєвий. Ліси на південно-східному березі листяні та мішані, на південному — хвойні, причому перші складені зазвичай липою, дубом, березою, а останні представлені молодими насадженнями сосни і модрини. На мілководді Асликуля розвинута макрофітна рослинність. Її складають очерет, рогіз широколистий, куга озерна, лепешняк великий, серед занурених рослин переважають різні види рдесників і кладофор. Ці зарості важливі як сховок, місце гніздування і кормові угіддя водоплавних і коловодних птахів.
Навколо озера мешкає багато пернатих. Влітку тут звичайні мартини і великі пірникози. Навесні та восени на Асликулі зупиняються чисельні зграї мігруючих крячок різних видів, сірих гусок, лебедів-шипунів. Серед них можна побачити і рідкісних представників орнітофауни Башкортостану: гагару чорношию, галагаза, казарку червоноволу тощо. На східному березі Асликуля знаходиться урочище Берказан-Камиш (в перекладі з башкирської «Пеліканячі Комиші»), в якому раніше гніздувались пелікани. Після осушення болота ці птахи покинули Асликуль. У лісах навколо озера гніздується багато співочих птахів, серед яких найчастіше трапляються кропив'янка садова, мухоловка строката, очеретянка чагарникова.
Іхтіофауна Асликуля включає звичайні загальнопоширені види річкових риб. Тут мешкають йорж, короп, лин, лящ, окунь, плітка. До особливо популярних об'єктів рибальства належать такі мешканці Асликуля як сиг європейський, судак, рипус і щука. Хоча всі ці риби не становлять промислових запасів, однак вони є улюбленою здобиччю рибалок-аматорів.
Рослинність озера Асликуль

## Значення
Озеро Асликуль має непересічне естетичне, культурне, природоохоронне і рекреаційне значення. Його краса здавна привертала увагу башкирів, тому про цю водойму існують згадки у різних фольклорних джерелах: казках, кубаїрах. Найвідоміший з них — «Заятуляк і Хиухилу» — розповідає про любов батира (богатира) Заятуляка до русалки Хиухилу, дочки озерного царя Асликуля. Будучи розлученою з Заятуляком, Хиухилу просила його повернутися якнайскоріше, бо не могла прожити без рідного озера. Не дочекавшись коханого в означену годину, вона померла і тепер, за народними уявленнями, час від часу виходить з води. Ряд топонімічних об'єктів і зараз нагадує про героїв давнього епосу: так, поблизу озера є гора Заятуляк, а в самому озері лежить камінь Хиухилу-Таши, на якому, за легендою, відпочиває русалка.

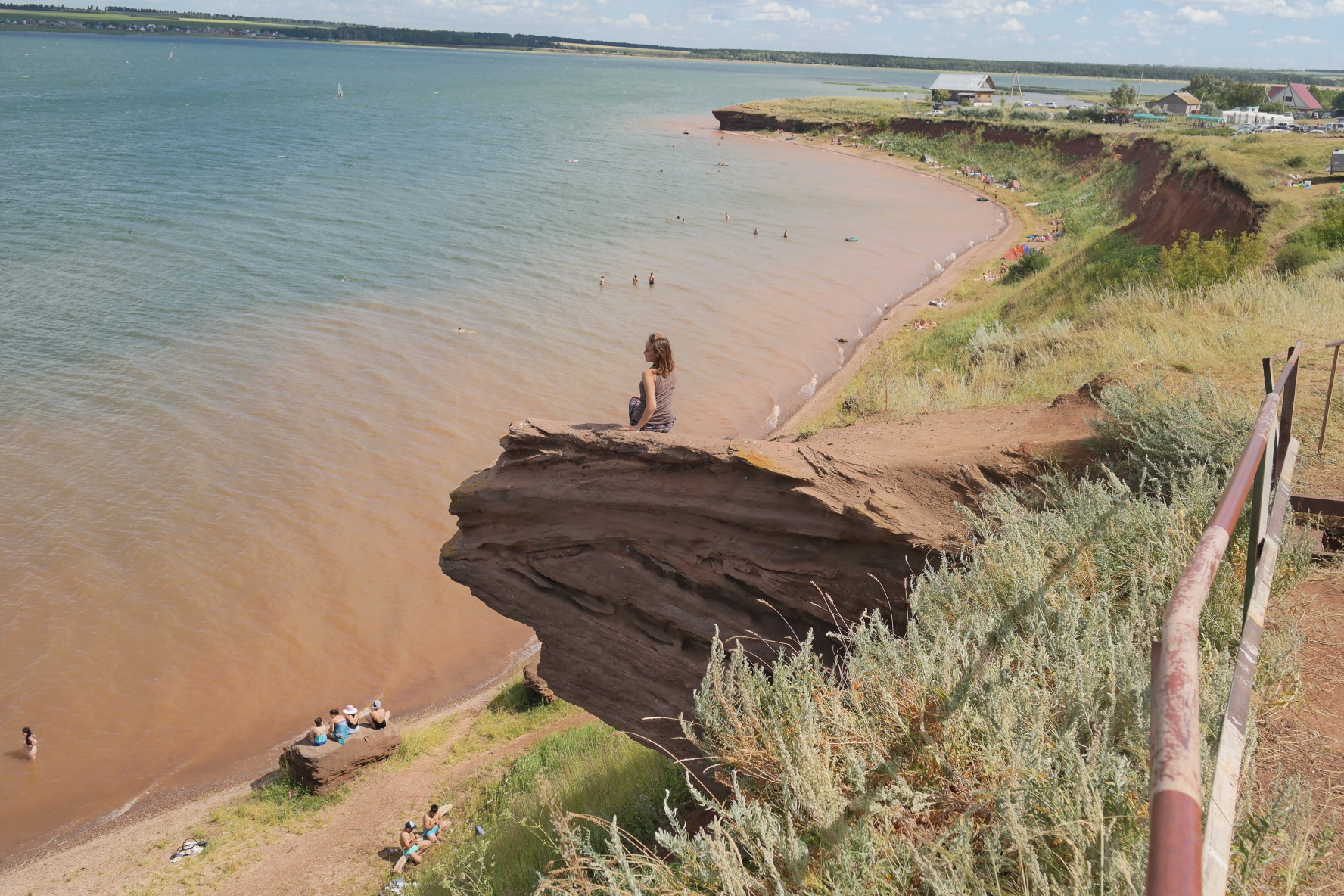
Відпочинкова зона на березі Асликуля.

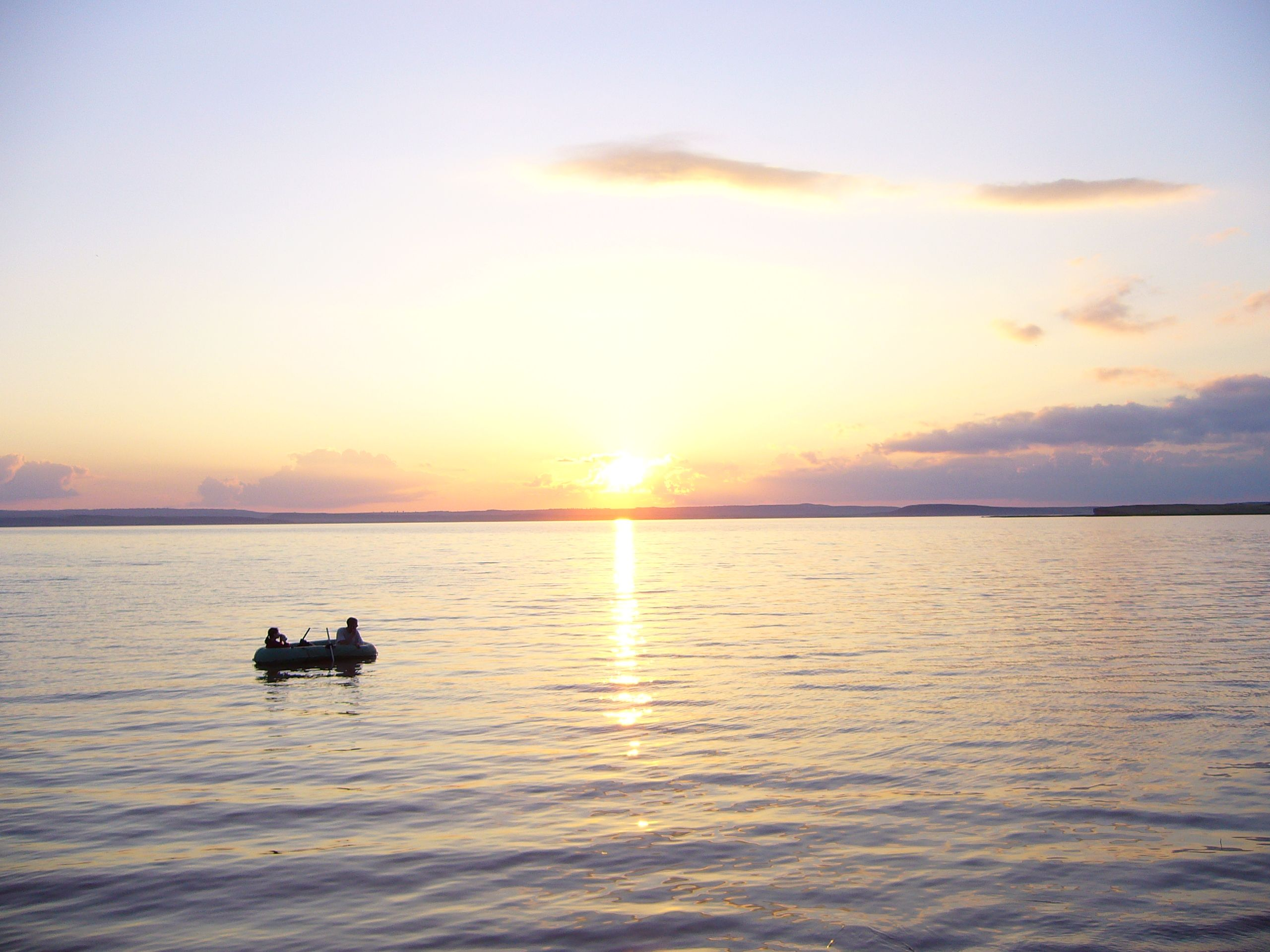
Рибалки на озері.

Російський етнограф Володимир Даль, дослідивши фольклор башкирів у 1833 році, дійшов висновку, що назва Асликуля не стільки означає «розверсте» як «сердите озеро». Свою думку він підкріпив тим, що у башкирів існувало повір'я, начебто рівень води в Асликулі може різко змінюватись без будь-якої природної причини. За свідоцтвом Даля, башкири пов'язували ці перепади з руйнівними історичними подіями, як то повстання, війни. З наукової точки зору такі перепади водонаповнення цілком можливі, оскільки карстові озера можуть бути пов'язані з підземними порожнинами, однак сучасні спостереження наведеного факту не підтверджують.
Асликуль є улюбленим місцем відпочинку місцевих жителів. На його березі діють декілька рекреаційних об'єктів, існують необлаштовані пляжі. Цілорічно на озері практикують аматорське рибальство, також трапляються випадки браконьєрського полювання. Поблизу водойми знаходиться ще одна гідрологічна пам'ятка природи — сульфатно-кальцієве джерело Алга.
Природоохоронне значення Асликуля обумовлено його розташуванням у безлісій посушливій місцевості на міграційному шляху перелітних птахів. Під час зупинок тут не просто багато пернатих, але серед них присутні охоронювані види, занесені до Червоної книги Росії. Задля збереження природного комплексу Асликуля 17 серпня 1965 року йому надано статус гідрологічної пам'ятки природи, а з 1993 року водойму включено до складу однойменного природного парку. 26 лютого 1999 року охоронний режим пам'ятки став суворішим: навколо неї заборонили будь-яку діяльність, здатну нашкодити озерним екосистемам або порушити гідрологічний режим озера. Тим не менш, з 2000-х років екологи фіксують у його водах перевищення гранично допустимих концентрацій таких шкідливих речовин як фенол, мідь, нафтопродукти, сульфати, а також підвищений вміст у воді завішених частинок. Головними причинами такого забруднення є неорганізований туризм і розорювання берегів. Ці негативні явища особливо шкідливі з урахуванням фактичної безстічності Асликулю, внаслідок чого воно виступає природним накопичувачем-концентратором забруднених стоків.

## Галерея
|  |  |  |  |